# David Markson
David Merrill Markson (Albany, 20 dicembre 1927 – New York, 4 giugno 2010) è stato uno scrittore statunitense.

## Biografia
Nato ad Albany il 20 dicembre 1927 da Sam, giornalista, e Florence, insegnante, dopo essersi laureato in Inglese allo Union College, ha conseguito un Master of Arts alla Columbia University con una tesi sul romanzo Sotto il vulcano di Malcolm Lowry.
Dopo aver lavorato per la casa editrice Dell Publishing negli anni '50 come editor di narrativa gialla, ha esordito nella narrativa con due romanzi polizieschi e un western revisionista, The Ballad of Dingus Maggee, trasposto in pellicola cinematografica 5 anni dopo. 
A partire dal thriller Going Down del 1970 la sua scrittura ha abbandonato la forma tradizionale del romanzo fino ad arrivare allo sperimentalismo di L'amante di Wittgenstein pubblicato nel 1988 ed apprezzato da altri scrittori e scrittrici quali Amy Hempel. 
Incluso dalla critica tra gli autori postmoderni, è morto a New York il 4 giugno 2010 all'età di 82 anni.

## Opere

### Romanzi
- The Ballad of Dingus Maggee (1965)
- Miss Doll, Go Home (1965)
- Going Down (1970)
- Springer's Progress (1977)
- L'amante di Wittgenstein (Wittgenstein's Mistress, 1988), Firenze, Edizioni Clichy, 2016 traduzione di Sara Reggiani ISBN 978-88-6799-272-0.

### Serie Fannin
- Accadde a New York (Epitaph for a Tramp, 1959), Milano, Editrice Atena, 1960 traduzione di Lidia Lax
- Epitaph for a Dead Beat (1961)

### Serie The Notecard Quartet
- Reader's Block (1996)
- This Is Not a Novel (2001)
- Vanishing Point (2004)
- The Last Novel (2007)

### Raccolte di poesie
- Collected Poems (1993)

### Saggi
- Malcolm Lowry's Volcano: Myth, Symbol, Meaning (1978)
  - Malcom Lowry: un ricordo, trad. di Cesare Maoli, in "Nuovi Argomenti", n. 31, 1989, pp. 20–26.

## Adattamenti cinematografici
- Dingus, quello sporco individuo (Dirty Dingus Magee), regia di Burt Kennedy (1970)